# 소노다촌 (시즈오카현)
소노다촌(일본어: 園田村)은 일본 시즈오카현 슈치군에 설치되었던 촌이다. 현재의 모리정 남부에 해당한다.

## 역사
- 1889년 4월 1일 - 정촌제 시행에 의해 슈치군 소노다촌이 성립하였다.
- 1955년 4월 1일 - 모리정, 이다촌, 이치미야촌, 아마가타촌과 합병해 새로운 모리정이 성립하여, 동일 소노다촌은 폐지되었다.

## 교통

### 철도
일본국유철도 후타마타선(현 텐류하마나코 철도 텐류하마나코선)이 촌을 통과했지만 역은 존재하지 않았다. 현재는 엔다역이 있지만 당시에는 미개업 상태였다.

## 참고문헌
- 角川日本地名大辞典編纂委員会,『角川日本地名大辞典 22 静岡県』, 角川書店, 1978年, ISBN 4-04-001220-8